# Série du métro
Le terme de série du métro,, (Subway Series en anglais) est utilisé, dans le baseball nord-américain, pour désigner une rencontre, ou série de rencontres, entre équipes de ligue majeure de la ville de New York. L'expression fait ainsi référence, dans son sens contemporain, à la série de rencontres interligues opposant les Mets de New York, club de la Ligue nationale basé dans le Queens, aux Yankees de New York, club de la Ligue américaine basé dans le Bronx. 
Le terme est historiquement utilisé pour désigner les séries mondiales de baseball opposant deux équipes de New York. Ces séries mondiales ont pu opposer les Yankees aux Giants de New York avant le déménagement de ces derniers à San Francisco en 1958, aux Dodgers de Brooklyn avant leur déménagement à Los Angeles, et aux Mets.